# 32 Orionis
Désignations
32 Orionis (en abrégé 32 Ori, 32 d'Orion en français) est une étoile triple de la constellation d'Orion. Elle est visible à l'œil nu avec une magnitude apparente combinée de 4,20. D'après la mesure de sa parallaxe annuelle par le satellite Hipparcos, le système est situé à environ ∼ 300 a.l. (∼ 92 pc) de la Terre. Il s'éloigne du Système solaire à une vitesse radiale de +19 km/s
Le système de 32 Orionis est le membre le plus important de l'association stellaire à laquelle elle donne son nom. Son étoile primaire, désignée 32 Orionis Aa, est une étoile bleu-blanc de la séquence principale de type spectral B5V. Elle possède un compagnon proche, 32 Orionis Ab, qui orbite autour d'elle avec une période de 3,96 jours et une excentricité de 0,38. La troisième étoile, 32 Orionis B, est une autre naine bleu-blanc de type spectral B7V,.